# Haliotis roberti
Haliotis roberti är en snäckart som beskrevs av J. H. McLean 1970. Haliotis roberti ingår i släktet Haliotis och familjen Haliotididae. Inga underarter finns listade i Catalogue of Life.